# Gloriana (Schiff)
Die Gloriana ist eine Prunkbarkasse. Sie wurde Elisabeth II. anlässlich ihres 60. Thronjubiläums geschenkt und ist nach dem Spitznamen von Elisabeth I. benannt.
Der Bau der Prunkbarkasse wurde durch den Wirtschaftsmanager  Jeffrey Sterling initiiert, der einen entsprechenden Tipp von Prinz Charles erhalten haben soll. Die Barkasse wurde innerhalb eines Jahres in traditioneller Bauweise aus Holz gefertigt. Die Baukosten in Höhe von geschätzten 1,5 Mio. Pfund Sterling wurden von Jeffrey Sterling und weiteren privaten Finanziers getragen. Angetrieben wird die Barkasse von 18 Ruderern oder von zwei Elektromotoren des Herstellers Torqeedo.
Beim Fackellauf der Olympischen Sommerspiele 2012 wurde das olympische Feuer mit der Gloriana über die Themse gebracht.